# Dragan Stojkov
Dragan Stojkov (in macedone Драган Стојков?; Strumica, 23 febbraio 1988) è un calciatore macedone, centrocampista svincolato.

## Carriera

### Club
Il 1º luglio 2018 viene acquistato a titolo definitivo dalla squadra macedone del Belasica.

### Nazionale
Ha giocato nelle nazionali giovanili macedoni Under-17, Under-19 ed Under-21.

## Palmarès

### Club

#### Competizioni nazionali
- Coppa di Serbia: 1

Jagodina: 2012-2013
- Coppa della Macedonia del Nord: 1

Makedonija G.P.: 2022-2023